# 사쿠라이역 (아이치현)
사쿠라이역(일본어: 桜井駅)은 일본 아이치현 안조시에 위치한 나고야 철도 니시오선의 철도역이다. 역 번호는 GN 05이며, 상대식 승강장 2면 2선의 구조를 갖춘 지상역이다.

## 타는 곳
| 1 | ■ 니시오 선 | 상행 | 신안조 · 나고야 방면 |
| 2 | ■ 니시오 선 | 하행 | 니시오 방면          |

## 이용 현황
| 연도 | 1일 평균 승차 인원 |
| ---- | ------------------ |
| 2006 | 2,037              |
| 2007 | 2,060              |
| 2008 | 1,889              |
| 2009 | 1,707              |
| 2010 | 1,778              |

## 역 주변
- 안조 시청 사쿠라이 지소 · 공민관
- 사쿠라이 복지 센터

## 인접 역
| 나고야 철도 니시오선           | 나고야 철도 니시오선 | 나고야 철도 니시오선                 |
| ------------------------------ | -------------------- | ------------------------------------ |
| GN 02 미나미안조 신안조 방면   | ■ 특급               | 니시오 GN 10 기라요시다 방면         |
| GN 02 미나미안조 신안조 방면   | ■ 급행               | 요네즈 GN 07 기라요시다 방면         |
| GN 02 미나미안조 신안조 방면   | ■ 준특급             | 미나미사쿠라이 GN 06 기라요시다 방면 |
| GN 04 호리우치코엔 신안조 방면 | ■ 보통               | 미나미사쿠라이 GN 06 기라요시다 방면 |